# Ашман, Дмитрий Александрович
Дми́трий Алекса́ндрович А́шман (19 ноября 1969, Ленинград) — клубный промоутер, совладелец компании «Zeppelin-production», российский музыкант (бас-гитарист), участник групп «Спокойной ночи», «Никогда не верь хиппи», «Браво», «Easy M» и «Куртки Кобейна». Использует левосторонний бас, так как является левшой.

## Биография
Дмитрий Александрович Ашман родился 19 ноября 1969 года в Ленинграде. Отец — учёный, мать — врач, есть старший брат. В 14 лет снялся в фильме о Пушкине. Имеет неоконченное высшее образование (4 курса). Играл в качестве бас-гитариста в группах «Спокойной ночи», «Никогда не верь хиппи», «Браво» (с 1994  по 2011 год), пробовался в состав группы «Секрет». В данный момент является бас-гитаристом московской nu disco группы «Easy M», также сотрудничает с проектом «Куртки Кобейна». С 1994 года по настоящее время живёт в Москве. Имеет дочь Анастасию.
Награды: «Открытие года»: премия «Night Life Awards» — 2000 г.; «Лучшие клубные программы»: премия «Night Life Awards» — 2002 г.; «Лучший клубный промоутер»: премия «Night Life Awards» — 2001, 2004 гг.; «Лучший клубный проект года»: премия «Night Life Awards» — 2001 г., 2003 г., 2004 г. (за ежегодный танцевальный фестиваль — «FortDance») и 2005 г. (за Not Zeppelin Halloween «От заката до рассвета»); «Лучший клуб года»: (клуб «Most», управляющая компания Zeppelin Production) — Night Life Awards 2007 г.

## Дискография
Дмитрий Ашман принимал участие в записи следующих альбомов
- Спокойной ночи — 9 петербургских дней (1992)
- Спокойной ночи — Скоро рассвет (1994)
- Браво — Дорога в облака (1994)
- Браво — На перекрёстках весны (1996)
- Браво — Серенада 2000 (1997)
- Браво — Хиты про любовь (1998)
- Браво — Евгеника (2001)
- Браво — Мода (2011) (принимал эпизодическое участие в записи некоторых песен)